# Saccharodite quinalayoi
Saccharodite quinalayoi är en insektsart som beskrevs av Bernhard Zelazny 1981. Saccharodite quinalayoi ingår i släktet Saccharodite och familjen Derbidae. Inga underarter finns listade i Catalogue of Life.